# Petter Petterson
Peter Petersson, född 17 februari 1813 i Gottröra församling, Stockholms län, död 26 augusti 1891 i Solna församling, Stockholms län, var en svensk kyrkomusiker, tonsättare och sångpedagog.

## Biografi
Pettersson var organist i Karlbergs slottskapell från 1850 och musiklärare vid Krigsskolan i Karlberg 1850–1873. Han invaldes som agré i Kungliga Musikaliska Akademien 1834.